# Hagelkruis Aarle-Rixtel
Het Hagelkruis van Aarle-Rixtel is een hagelkruis dat geplaatst is in de velden ten westen van de plaats Aarle-Rixtel in de gemeente Laarbeek in de Nederlandse provincie Noord-Brabant. Het kruis staat aan een kruispunt van landwegen, waaronder de Hagelkruisweg op de Hooge Akkers. Op ongeveer 250 meter naar het noordoosten ligt een oude protestantse begraafplaats.
Het hagelkruis is een rijksmonument.

## Beschrijving
Het Hagelkruis is een zeer oud natuurstenen kruisbeeld en toont een gestileerde Christusfiguur in een primitief aandoende stijl, voorzien van de letters INRI.  
Een dergelijk kruis werd gezien als een middel om hagelschade aan het gewas af te weren, maar het gebruik is mogelijk op oudere, heidense, gebruiken terug te voeren. Dit is het enige nog overgebleven stenen hagelkruis in Nederland. In Gelderland zijn enkele hagelkruizen van hout en ijzer bewaard gebleven.

## Geschiedenis
Dit kruisbeeld is voor het eerst vermeld in 1419 met de tekst: ter plaatse geheten dat Haghelcruys.
Tijdens de Tweede reize door de Majorij in 1799 schrijft Stephanus Hanewinkel het volgende over het Hagelkruis bij Aarle: "Digt bij de Kerk, in de Akkers, staat een Kruis van blaauwen Zerk, het Hagelkruis genoemd; het zou deezen naam draagen, om dat het, door eene wonderdaadige kracht, hagel, donder, enz. van de Graanvelden afweert, en dezelve dus beschermt en beveiligt."
In 1927 wordt dicht bij de voormalige kerk van Aarle het Hagelkruis herontdekt. Later in dat jaar besluit men om het eeuwenoude kruis tot monument te verheffen. Juist op dat moment wordt het kruis door vandalen uit de grond gerukt en op een andere plaats onder de grond verstopt.
In 1928 wordt er een hek geplaatst om het Hagelkruis.
In 1942 wordt het Hagelkruis, door een onbekende dader, volledig doormidden geslagen en ligt het kruis daarna voor enkele maanden op die plaats. Als de gemeente uiteindelijk wil onderzoeken hoe het Hagelkruis het beste hersteld kan worden, blijkt het op onbekende wijze te zijn hersteld en staat het weer recht op zijn voetstuk.
In 2020 is het hekwerk rondom het kruis beschadigd geraakt, mogelijk doordat er een landbouwvoertuig tegenaan is gereden. De gemeente heeft besloten het kruis beter te gaan beschermen, door het landbouwverkeer een andere route te laten gaan rijden.